# Breguet (entreprise)
Pour les articles homonymes, voir Breguet.

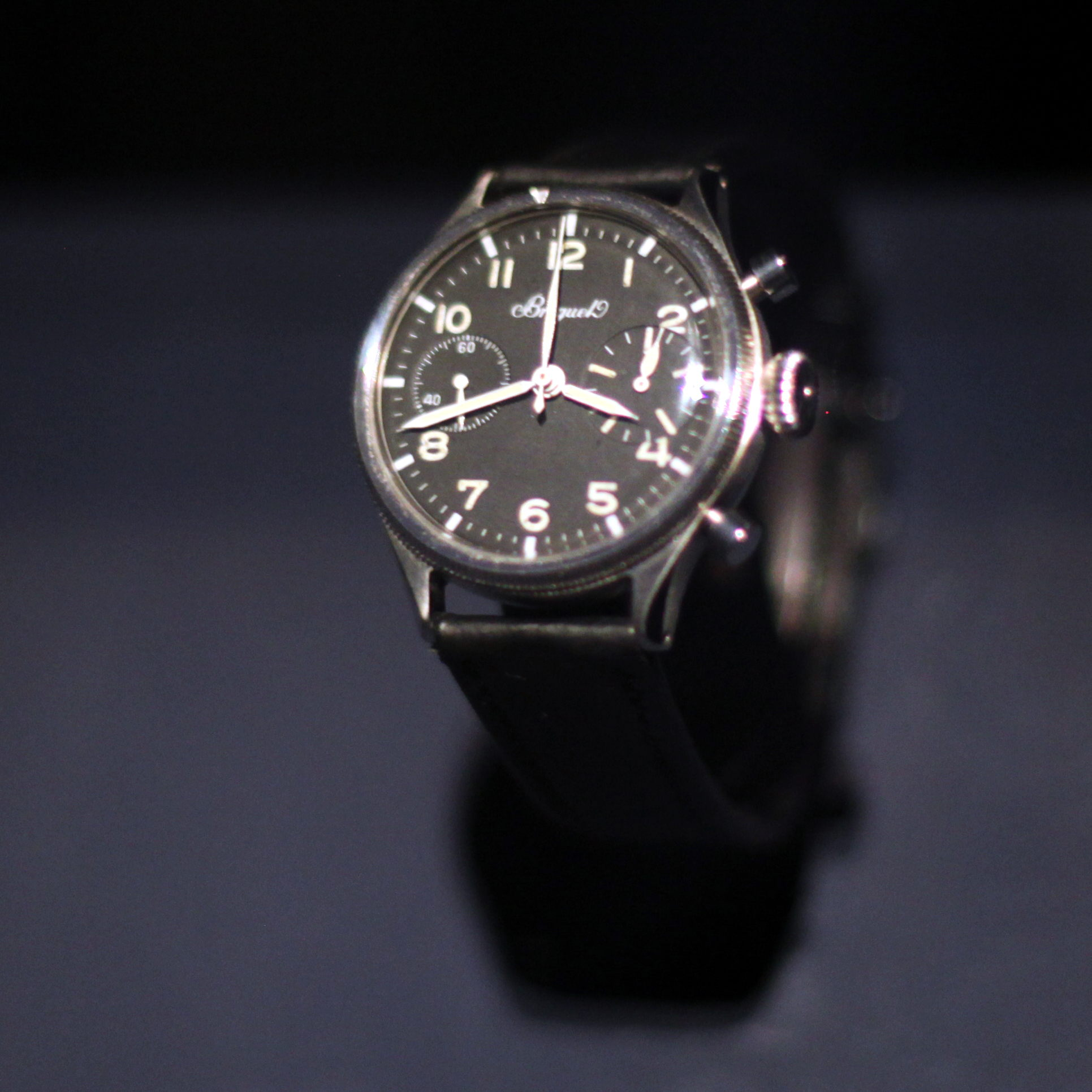
Breguet Type XX.

Breguet est une marque d'horlogerie de luxe fondée par le neuchâtelois Abraham-Louis Breguet à Paris en 1775. Elle est historiquement symbole de prestige et d’innovation en raison de ses clients célèbres, y compris dans les cours d’Europe, et des multiples inventions horlogères de son fondateur. C’est à Abraham-Louis Breguet que l’on doit la prestigieuse « Reine de Naples » et l’invention, parmi bien d’autres, du tourbillon. La marque dépose en 2010 le brevet de pivot magnétique destiné à diminuer les frottements du balancier.
L’entreprise est rachetée en 1870 par la famille Brown qui la gère pendant cent ans. Elle traverse difficilement les trente années qui suivent, passant entre plusieurs mains, dont Bodet, Chaumet et Investcorp, pour finir dans le portefeuille du Swatch Group en 1999 dont Montre Breguet SA fait toujours partie. Depuis 1976, ses usines ont été délocalisées à L'Abbaye et à L'Orient, dans la vallée de Joux, en Suisse. 
Les montres Breguet sont souvent reconnaissables à un style historique partagé par de nombreux modèles : boitiers cannelés, cadrans guillochés, aiguilles « pomme » bleuies et chiffres calligraphiés, ces deux derniers ayant donné leur nom à un type d’aiguille dite « Breguet » et chiffres « Breguet », repris par d’autres marques.

## Histoire
- 1747 : naissance d'Abraham-Louis Breguet en Suisse, aux Verrières dans le canton de Neuchâtel, alors sous domination prussienne
- 1775 : Abraham Breguet s'installe à son propre compte à Paris, quai de l'Horloge
- 1780 : lancement des premières montres automatiques dites « perpétuelles »
- 1783 : invention du ressort timbre pour les montres à répétitions
- 1789 : invention de la clé à criquet (clé Breguet)
- 1790 : invention du pare-chute
- 1795 : le calendrier perpétuel
- 1795 : spiral « Breguet » dont la courbe terminale est relevée
- 1798 : échappement à force constante
- 1801 : le régulateur à tourbillon
- 1802 : l'échappement naturel à deux roues
- 1810-1812 : première montre-bracelet, commandée par la reine consort de Naples[7]
- 1815 : chronomètre de marine à double barillet
- 1823 : décès d'Abraham Breguet
- 1830 : 1re montre à remontoir sans clé
- 1882 : l'entreprise devient « Maison Bréguet »[8] et commence la fabrication d'appareils électriques[9]
- 1954 : lancement de la Type XX, pour l’aéronavale française[10]
- 1987 : délocalisation des ateliers Breguet à la vallée de Joux
- 1992 : Nouvelle Lemania est intégrée au Groupe Horloger Breguet[11]
- 1999 : le Swatch Group acquiert Breguet